# Rosica Wełkowa-Żelewa
Rosica Atanasowa Wełkowa-Żelewa (bułg. Росица Атанасова Велкова-Желева; ur. 16 marca 1972 w Sofii) – bułgarska ekonomistka i urzędniczka państwowa, w latach 2022–2023 minister finansów.

## Życiorys
Uzyskała magisterium z zakresu finansów na Uniwersytecie Gospodarki Narodowej i Światowej. W 1993 podjęła pracę jako urzędniczka w ministerstwie finansów. Od 2000 do 2001 była zastępczynią prezesa państwowej agencji nadzoru ubezpieczeniowego. W latach 2001–2017 pełniła funkcję naczelnika wydziału zrównoważonego rozwoju gospodarczego w ramach dyrekcji ds. wydatków państwowych. Od listopada 2017 do kwietnia 2021 oraz od grudnia 2021 do sierpnia 2022 zajmowała stanowisko wiceministra finansów. Między tymi okresami kierowała dyrekcją ds. wydatków państwowych w resorcie.
W sierpniu 2022 została ministrem finansów w powołanym wówczas przejściowym rządzie Gyłyba Donewa. Utrzymał tę funkcję również w utworzonym w lutym 2023 drugim technicznym gabinecie tego samego premiera. Zakończyła urzędowanie w czerwcu 2023.